# 帝斯曼车队
帝斯曼车队（Team DSM），荷兰职业公路自行车队。车队经理为伊万·斯皮肯布林克（Iwan Spekenbrink）。

## 历史
该车队成立于2005年，起初为职业洲际队，至2013年升级为世界队。
2014年底，德国洗发水品牌欧贝青签约赞助，车队名从捷安特–禧玛诺车队改为捷安特–欧倍青车队，车队注册地亦从荷兰移到德国。2017年起，德国旅游服务网站太阳网入资冠名赞助，车队更名为太阳网车队。
2021年，车队由荷兰化学品制造商帝斯曼赞助，更名为帝斯曼车队，并于次年将注册地改回荷兰。
2023年5月，帝斯曼公司与瑞士香精香料供应商芬美意公司合并，车队也随之改名为帝斯曼-芬美意车队。